# 78 (tal)
78 (sjuttioåtta) är det naturliga talet som följer 77 och som följs av 79.
- Hexadecimala talsystemet: 4E
- Binärt: 1001110
- Delbarhet: 1, 2, 3, 6, 13, 26, 39 och 78.
- Primtalsfaktorisering 2 · 3 · 13
- Antal delare: 8
- Summan av delarna: 158

## Inom matematiken
- 78 är ett jämnt tal.
- 78 är ett ymnigt tal
- 78 är det tolfte triangeltalet
- 78 är ett extraordinärt tal
- 78 är ett kvadratfritt tal
- 78 är ett aritmetiskt tal
- 78 är ett sfeniskt tal
- 78 är ett Praktiskt tal.
- 78 är ett palindromtal i det kvinära talsystemet.
- 78 är ett palindromtal i det duodecimala talsystemet.

## Inom vetenskapen
- Platina, atomnummer 78
- 78 Diana, en asteroid
- Messier 78, reflexionsnebulosa i Orion, Messiers katalog